# NGC 4758
NGC 4758 é uma galáxia irregular (Im) localizada na direcção da constelação de Coma Berenices. Possui uma declinação de +15° 50' 55" e uma ascensão recta de 12 horas, 52 minutos e 43,9 segundos.
A galáxia NGC 4758 foi descoberta em 21 de Março de 1784 por William Herschel.